# Coupe de la CEV masculine 1996-1997
Navigation
Édition précédente Édition suivante
La Coupe de la CEV masculine 1996-1997 est la 17e édition de la Coupe de la CEV.

## Tour qualificatif

### Deuxième tour

#### Tournoi 1
| # | Équipe              | Pts | J | G | P | Sp | Sc | Ratio | Pp  | Pc  | Ratio |
| - | ------------------- | --- | - | - | - | -- | -- | ----- | --- | --- | ----- |
| 1 | Ziraatbank Ankara   | 3   | 2 | 1 | 1 | 5  | 3  | 1.667 | 108 | 100 | 1.08  |
| 2 | Perttelin Peikot    | 3   | 2 | 1 | 1 | 3  | 3  | 1     | 75  | 82  | 0.915 |
| 3 | Explorari Baia Mari | 3   | 2 | 1 | 1 | 3  | 5  | 0.6   | 108 | 109 | 0.991 |

| Date     | Match                                   | Résultat | Sets  | Sets  | Sets  | Sets  | Sets  | Total Points |
| Date     | Match                                   | Résultat | 1     | 2     | 3     | 4     | 5     | Total Points |
| -------- | --------------------------------------- | -------- | ----- | ----- | ----- | ----- | ----- | ------------ |
| 29.11.96 | Explorari Baia Mari - Ziraatbank Ankara | 3 - 2    | 14-16 | 15-10 | 15-7  | 12-15 | 16-14 | 72-62        |
| 30.11.96 | Perttelin Peikot - Explorari Baia Mari  | 3 - 0    | 16-14 | 15-8  | 16-14 | -     | -     | 47-36        |
| 01.12.96 | Ziraatbank Ankara - Perttelin Peikot    | 3 - 0    | 15-9  | 16-14 | 15-5  | -     | -     | 46-28        |

#### Tournoi 2
| # | Équipe           | Pts | J | G | P | Sp | Sc | Ratio | Pp  | Pc  | Ratio |
| - | ---------------- | --- | - | - | - | -- | -- | ----- | --- | --- | ----- |
| 1 | Legia Varsovie   | 6   | 3 | 3 | 0 | 9  | 3  | 3     | 163 | 112 | 1.455 |
| 2 | Desimpel Torhout | 5   | 3 | 2 | 1 | 8  | 3  | 2.667 | 159 | 100 | 1.59  |
| 3 | Stredo Strasheni | 4   | 3 | 1 | 2 | 3  | 8  | 0.375 | 98  | 151 | 0.649 |
| 4 | Hypo Klagenfurt  | 3   | 3 | 0 | 3 | 3  | 9  | 0.333 | 110 | 167 | 0.659 |

| Date     | Match                               | Résultat | Sets  | Sets  | Sets  | Sets  | Sets  | Total Points |
| Date     | Match                               | Résultat | 1     | 2     | 3     | 4     | 5     | Total Points |
| -------- | ----------------------------------- | -------- | ----- | ----- | ----- | ----- | ----- | ------------ |
| 29.11.96 | Legia Varsovie - Stredo Strasheni   | 3 - 0    | 15-5  | 15-5  | 15-7  | -     | -     | 45-17        |
| 29.11.96 | Hypo Klagenfurt - Desimpel Torhout  | 0 - 3    | 7-15  | 5-15  | 11-15 | -     | -     | 23-45        |
| 30.11.96 | Legia Varsovie - Hypo Klagenfurt    | 3 - 1    | 15-2  | 15-6  | 5-15  | 15-3  | -     | 50-26        |
| 30.11.96 | Stredo Strasheni - Desimpel Torhout | 0 - 3    | 2-15  | 2-15  | 5-15  | -     | -     | 9-45         |
| 01.12.96 | Desimpel Torhout - Legia Varsovie   | 2 - 3    | 16-14 | 15-17 | 15-7  | 10-15 | 13-15 | 69-68        |
| 01.12.96 | Hypo Klagenfurt - Stredo Strasheni  | 2 - 3    | 15-12 | 17-15 | 10-15 | 10-15 | 9-15  | 61-72        |

#### Tournoi 3
| # | Équipe                   | Pts | J | G | P | Sp | Sc | Ratio | Pp  | Pc  | Ratio |
| - | ------------------------ | --- | - | - | - | -- | -- | ----- | --- | --- | ----- |
| 1 | Samotlar Nizhnevartovsk  | 6   | 3 | 3 | 0 | 9  | 2  | 4.5   | 149 | 89  | 1.674 |
| 2 | Rentokil Zevenhuizen     | 5   | 3 | 2 | 1 | 7  | 5  | 1.4   | 147 | 132 | 1.114 |
| 3 | Banka Olimpija Ljubljana | 4   | 3 | 1 | 2 | 6  | 6  | 1     | 146 | 148 | 0.986 |
| 4 | Olimpik Tirana           | 3   | 3 | 0 | 3 | 0  | 9  | 0     | 62  | 135 | 0.459 |

| Date     | Match                                              | Résultat | Sets  | Sets  | Sets  | Sets  | Sets  | Total Points |
| Date     | Match                                              | Résultat | 1     | 2     | 3     | 4     | 5     | Total Points |
| -------- | -------------------------------------------------- | -------- | ----- | ----- | ----- | ----- | ----- | ------------ |
| 29.11.96 | Samotlar Nizhnevartovsk - Olimpik Tirana           | 3 - 0    | 15-1  | 15-7  | 15-0  | -     | -     | 45-8         |
| 29.11.96 | Rentokil Zevenhuizen - Banka Olimpija Ljubljana    | 3 - 2    | 15-7  | 9-15  | 15-12 | 7-15  | 15-12 | 61-61        |
| 30.11.96 | Rentokil Zevenhuizen - Samotlar Nizhnevartovsk     | 1 - 3    | 15-8  | 11-15 | 5-15  | 10-15 | -     | 41-53        |
| 30.11.96 | Banka Olimpija Ljubljana - Olimpik Tirana          | 3 - 0    | 15-10 | 15-13 | 15-13 | -     | -     | 45-36        |
| 01.12.96 | Samotlar Nizhnevartovsk - Banka Olimpija Ljubljana | 3 - 1    | 15-8  | 6-15  | 15-9  | 15-8  | -     | 51-40        |
| 01.12.96 | Olimpik Tirana - Rentokil Zevenhuizen              | 0 - 3    | 3-15  | 8-15  | 7-15  | -     | -     | 18-45        |

#### Tournoi 4
| # | Équipe            | Pts | J | G | P | Sp | Sc | Ratio | Pp  | Pc  | Ratio |
| - | ----------------- | --- | - | - | - | -- | -- | ----- | --- | --- | ----- |
| 1 | Kuipers Zwolle    | 6   | 3 | 3 | 0 | 9  | 1  | 9     | 145 | 66  | 2.197 |
| 2 | Sportunion Enns   | 5   | 3 | 2 | 1 | 6  | 3  | 2     | 107 | 78  | 1.372 |
| 3 | Strumica Strumica | 4   | 3 | 1 | 2 | 4  | 6  | 0.667 | 103 | 124 | 0.831 |
| 4 | VC Mamer          | 3   | 3 | 0 | 3 | 0  | 9  | 0     | 48  | 135 | 0.356 |

| Date     | Match                               | Résultat | Sets  | Sets | Sets  | Sets | Sets | Total Points |
| Date     | Match                               | Résultat | 1     | 2    | 3     | 4    | 5    | Total Points |
| -------- | ----------------------------------- | -------- | ----- | ---- | ----- | ---- | ---- | ------------ |
| 29.11.96 | Sportunion Enns - Strumica Strumica | 3 - 0    | 15-6  | 15-8 | 16-14 | -    | -    | 46-28        |
| 29.11.96 | Kuipers Zwolle - VC Mamer           | 3 - 0    | 15-11 | 15-6 | 15-3  | -    | -    | 45-20        |
| 30.11.96 | VC Mamer - Sportunion Enns          | 0 - 3    | 2-15  | 2-15 | 1-15  | -    | -    | 5-45         |
| 30.11.96 | Strumica Strumica - Kuipers Zwolle  | 1 - 3    | 15-10 | 3-15 | 6-15  | 6-15 | -    | 30-55        |
| 01.12.96 | Strumica Strumica - VC Mamer        | 3 - 0    | 15-11 | 15-5 | 15-7  | -    | -    | 45-23        |
| 01.12.96 | Sportunion Enns - Kuipers Zwolle    | 0 - 3    | 5-15  | 7-15 | 4-15  | -    | -    | 16-45        |

#### Tournoi 5
| # | Équipe          | Pts | J | G | P | Sp | Sc | Ratio | Pp  | Pc  | Ratio |
| - | --------------- | --- | - | - | - | -- | -- | ----- | --- | --- | ----- |
| 1 | SC Espinho      | 6   | 3 | 3 | 0 | 9  | 1  | 9     | 146 | 101 | 1.446 |
| 2 | Raision Loimu   | 5   | 3 | 2 | 1 | 7  | 3  | 2.333 | 141 | 110 | 1.282 |
| 3 | OK Smederevo    | 4   | 3 | 1 | 2 | 3  | 8  | 0.375 | 116 | 144 | 0.806 |
| 4 | Dinamo Bucarest | 3   | 3 | 0 | 3 | 2  | 9  | 0.222 | 104 | 152 | 0.684 |

| Date     | Match                           | Résultat | Sets  | Sets  | Sets  | Sets  | Sets  | Total Points |
| Date     | Match                           | Résultat | 1     | 2     | 3     | 4     | 5     | Total Points |
| -------- | ------------------------------- | -------- | ----- | ----- | ----- | ----- | ----- | ------------ |
| 29.11.96 | Dinamo Bucarest - OK Smederevo  | 2 - 3    | 15-5  | 7-15  | 6-15  | 15-12 | 11-15 | 54-62        |
| 29.11.96 | Raision Loimu - SC Espinho      | 1 - 3    | 15-10 | 9-15  | 13-15 | 14-16 | -     | 51-56        |
| 30.11.96 | OK Smederevo - Raision Loimu    | 0 - 3    | 13-15 | 9-15  | 8-15  | -     | -     | 30-45        |
| 30.11.96 | SC Espinho - Dinamo Bucarest    | 3 - 0    | 15-6  | 15-12 | 15-8  | -     | -     | 45-26        |
| 01.12.96 | OK Smederevo - SC Espinho       | 0 - 3    | 9-15  | 10-15 | 5-15  | -     | -     | 24-45        |
| 01.12.96 | Raision Loimu - Dinamo Bucarest | 3 - 0    | 15-11 | 15-6  | 15-7  | -     | -     | 45-24        |

#### Tournoi 6
| # | Équipe             | Pts | J | G | P | Sp | Sc | Ratio | Pp  | Pc  | Ratio |
| - | ------------------ | --- | - | - | - | -- | -- | ----- | --- | --- | ----- |
| 1 | Bayer Wuppertal    | 6   | 3 | 3 | 0 | 9  | 3  | 3     | 168 | 104 | 1.615 |
| 2 | Castelo da Maia GC | 5   | 3 | 2 | 1 | 7  | 3  | 2.333 | 116 | 101 | 1.149 |
| 3 | Avignon VB         | 4   | 3 | 1 | 2 | 4  | 6  | 0.667 | 120 | 125 | 0.96  |
| 4 | Jugohrom Jegunovce | 3   | 3 | 0 | 3 | 1  | 9  | 0.111 | 70  | 144 | 0.486 |

| Date     | Match                                   | Résultat | Sets  | Sets  | Sets  | Sets  | Sets | Total Points |
| Date     | Match                                   | Résultat | 1     | 2     | 3     | 4     | 5    | Total Points |
| -------- | --------------------------------------- | -------- | ----- | ----- | ----- | ----- | ---- | ------------ |
| 29.11.96 | Castelo da Maia Gc - Bayer Wuppertal    | 1 - 3    | 15-10 | 2-15  | 6-15  | 3-15  | -    | 26-55        |
| 29.11.96 | Jugohrom Jegunovce - Avignon VB         | 0 - 3    | 8-15  | 2-15  | 11-15 | -     | -    | 21-45        |
| 30.11.96 | Jugohrom Jegunovce - Castelo da Maia Gc | 0 - 3    | 5-15  | 7-15  | 4-15  | -     | -    | 16-45        |
| 30.11.96 | Bayer Wuppertal - Avignon VB            | 3 - 1    | 15-8  | 15-8  | 14-16 | 15-13 | -    | 59-45        |
| 01.12.96 | Bayer Wuppertal - Jugohrom Jegunovce    | 3 - 1    | 9-15  | 15-13 | 15-2  | 15-3  | -    | 54-33        |
| 01.12.96 | Avignon VB - Castelo da Maia Gc         | 0 - 3    | 11-15 | 11-15 | 8-15  | -     | -    | 30-45        |

#### Tournoi 7
| # | Équipe            | Pts | J | G | P | Sp | Sc | Ratio | Pp  | Pc  | Ratio |
| - | ----------------- | --- | - | - | - | -- | -- | ----- | --- | --- | ----- |
| 1 | Aero Odolena Voda | 6   | 3 | 3 | 0 | 9  | 0  | MAX   | 135 | 53  | 2.547 |
| 2 | Azot Tcherkassy   | 5   | 3 | 2 | 1 | 6  | 5  | 1.2   | 130 | 117 | 1.111 |
| 3 | Hapoël Haztor     | 4   | 3 | 1 | 2 | 5  | 6  | 0.833 | 122 | 136 | 0.897 |
| 4 | Volley 80 Pétange | 3   | 3 | 0 | 3 | 0  | 9  | 0     | 54  | 135 | 0.4   |

| Date     | Match                                 | Résultat | Sets  | Sets  | Sets  | Sets | Sets | Total Points |
| Date     | Match                                 | Résultat | 1     | 2     | 3     | 4    | 5    | Total Points |
| -------- | ------------------------------------- | -------- | ----- | ----- | ----- | ---- | ---- | ------------ |
| 29.11.96 | Azot Tcherkassy - Aero Odolena Voda   | 0 - 3    | 9-15  | 6-15  | 4-15  | -    | -    | 19-45        |
| 29.11.96 | Volley 80 Pétange - Hapoël Haztor     | 0 - 3    | 5-15  | 9-15  | 11-15 | -    | -    | 25-45        |
| 30.11.96 | Aero Odolena Voda - Volley 80 Pétange | 3 - 0    | 15-4  | 15-10 | 15-2  | -    | -    | 45-16        |
| 30.11.96 | Hapoël Haztor - Azot Tcherkassy       | 2 - 3    | 13-15 | 15-13 | 7-15  | 15-8 | 9-15 | 59-66        |
| 01.12.96 | Hapoël Haztor - Aero Odolena Voda     | 0 - 3    | 7-15  | 7-15  | 4-15  | -    | -    | 18-45        |
| 01.12.96 | Volley 80 Pétange - Azot Tcherkassy   | 0 - 3    | 2-15  | 3-15  | 8-15  | -    | -    | 13-45        |

#### Tournoi 8
| # | Équipe                     | Pts | J | G | P | Sp | Sc | Ratio | Pp  | Pc  | Ratio |
| - | -------------------------- | --- | - | - | - | -- | -- | ----- | --- | --- | ----- |
| 1 | Jihostroj Ceske Budejovice | 6   | 3 | 3 | 0 | 9  | 0  | MAX   | 135 | 83  | 1.627 |
| 2 | Lausanne UC                | 5   | 3 | 2 | 1 | 6  | 7  | 0.857 | 167 | 172 | 0.971 |
| 3 | Holte IF                   | 4   | 3 | 1 | 2 | 5  | 8  | 0.625 | 151 | 179 | 0.844 |
| 4 | Larsa Vigo                 | 3   | 3 | 0 | 3 | 4  | 9  | 0.444 | 159 | 178 | 0.893 |

| Date     | Match                                    | Résultat | Sets  | Sets  | Sets  | Sets  | Sets  | Total Points |
| Date     | Match                                    | Résultat | 1     | 2     | 3     | 4     | 5     | Total Points |
| -------- | ---------------------------------------- | -------- | ----- | ----- | ----- | ----- | ----- | ------------ |
| 29.11.96 | Jihostroj Ceske Budejovice - Lausanne UC | 3 - 0    | 15-4  | 15-13 | 15-8  | -     | -     | 45-25        |
| 29.11.96 | Larsa Vigo - Holte IF                    | 2 - 3    | 9-15  | 15-5  | 15-11 | 8-15  | 15-17 | 62-63        |
| 30.11.96 | Lausanne UC - Holte IF                   | 3 - 2    | 14-16 | 15-8  | 15-8  | 13-15 | 15-11 | 72-58        |
| 30.11.96 | Jihostroj Ceske Budejovice - Larsa Vigo  | 3 - 0    | 15-12 | 15-9  | 15-7  | -     | -     | 45-28        |
| 01.12.96 | Larsa Vigo - Lausanne UC                 | 2 - 3    | 15-8  | 13-15 | 15-11 | 7-15  | 19-21 | 69-70        |
| 01.12.96 | Holte IF - Jihostroj Ceske Budejovice    | 0 - 3    | 10-15 | 11-15 | 9-15  | -     | -     | 30-45        |

#### Tournoi 9
| # | Équipe                 | Pts | J | G | P | Sp | Sc | Ratio | Pp  | Pc  | Ratio |
| - | ---------------------- | --- | - | - | - | -- | -- | ----- | --- | --- | ----- |
| 1 | Izumrud Iekaterinbourg | 6   | 3 | 3 | 0 | 9  | 0  | MAX   | 135 | 52  | 2.596 |
| 2 | VfB Friedrichshafen    | 5   | 3 | 2 | 1 | 6  | 3  | 2     | 109 | 84  | 1.298 |
| 3 | Stirol Gorlovka        | 4   | 3 | 1 | 2 | 3  | 6  | 0.5   | 90  | 130 | 0.692 |
| 4 | Zeljeznicar Osijek     | 3   | 3 | 0 | 3 | 0  | 9  | 0     | 69  | 137 | 0.504 |

| Date     | Match                                        | Résultat | Sets  | Sets  | Sets  | Sets | Sets | Total Points |
| Date     | Match                                        | Résultat | 1     | 2     | 3     | 4    | 5    | Total Points |
| -------- | -------------------------------------------- | -------- | ----- | ----- | ----- | ---- | ---- | ------------ |
| 29.11.96 | Izumrud Iekaterinbourg - Stirol Gorlovka     | 3 - 0    | 15-3  | 15-6  | 15-12 | -    | -    | 45-21        |
| 29.11.96 | VfB Friedrichshafen - Zeljeznicar Osijek     | 3 - 0    | 15-2  | 15-8  | 15-7  | -    | -    | 45-17        |
| 30.11.96 | Stirol Gorlovka - VfB Friedrichshafen        | 0 - 3    | 7-15  | 7-15  | 8-15  | -    | -    | 22-45        |
| 30.11.96 | Izumrud Iekaterinbourg - Zeljeznicar Osijek  | 3 - 0    | 15-4  | 15-6  | 15-2  | -    | -    | 45-12        |
| 01.12.96 | Zeljeznicar Osijek - Stirol Gorlovka         | 0 - 3    | 12-15 | 14-16 | 14-16 | -    | -    | 40-47        |
| 01.12.96 | VfB Friedrichshafen - Izumrud Iekaterinbourg | 0 - 3    | 13-15 | 3-15  | 3-15  | -    | -    | 19-45        |

#### Tournoi 10
| # | Équipe            | Pts | J | G | P | Sp | Sc | Ratio | Pp  | Pc  | Ratio |
| - | ----------------- | --- | - | - | - | -- | -- | ----- | --- | --- | ----- |
| 1 | AS Cannes         | 6   | 3 | 3 | 0 | 9  | 0  | MAX   | 135 | 79  | 1.709 |
| 2 | GO Pass Zellik    | 5   | 3 | 2 | 1 | 6  | 6  | 1     | 157 | 152 | 1.033 |
| 3 | Unicaja Almería   | 4   | 3 | 1 | 2 | 4  | 7  | 0.571 | 133 | 146 | 0.911 |
| 4 | Lokomotiv Kharkiv | 3   | 3 | 0 | 3 | 3  | 9  | 0.333 | 121 | 169 | 0.716 |

| Date     | Match                               | Résultat | Sets  | Sets  | Sets  | Sets  | Sets | Total Points |
| Date     | Match                               | Résultat | 1     | 2     | 3     | 4     | 5    | Total Points |
| -------- | ----------------------------------- | -------- | ----- | ----- | ----- | ----- | ---- | ------------ |
| 29.11.96 | AS Cannes - Unicaja Almería         | 3 - 0    | 15-11 | 15-5  | 15-7  | -     | -    | 45-23        |
| 29.11.96 | GO Pass Zellik - Lokomotiv Kharkiv  | 3 - 2    | 15-8  | 10-15 | 15-9  | 10-15 | 15-9 | 65-56        |
| 30.11.96 | AS Cannes - Lokomotiv Kharkiv       | 3 - 0    | 15-6  | 15-6  | 15-9  | -     | -    | 45-21        |
| 30.11.96 | Unicaja Almería - GO Pass Zellik    | 1 - 3    | 7-15  | 15-9  | 14-16 | 15-17 | -    | 51-57        |
| 01.12.96 | Lokomotiv Kharkiv - Unicaja Almería | 1 - 3    | 14-16 | 15-13 | 11-15 | 4-15  | -    | 44-59        |
| 01.12.96 | GO Pass Zellik - AS Cannes          | 0 - 3    | 12-15 | 10-15 | 13-15 | -     | -    | 35-45        |

#### Tournoi 11
| # | Équipe              | Pts | J | G | P | Sp | Sc | Ratio | Pp  | Pc  | Ratio |
| - | ------------------- | --- | - | - | - | -- | -- | ----- | --- | --- | ----- |
| 1 | Ktisifon Peania     | 6   | 3 | 3 | 0 | 9  | 0  | MAX   | 135 | 52  | 2.596 |
| 2 | Budocnost Podgorica | 5   | 3 | 2 | 1 | 6  | 4  | 1.5   | 122 | 111 | 1.099 |
| 3 | TV Amriswil         | 4   | 3 | 1 | 2 | 4  | 6  | 0.667 | 106 | 126 | 0.841 |
| 4 | OK Bihac            | 3   | 3 | 0 | 3 | 0  | 9  | 0     | 62  | 136 | 0.456 |

| Date     | Match                                 | Résultat | Sets  | Sets  | Sets  | Sets | Sets | Total Points |
| Date     | Match                                 | Résultat | 1     | 2     | 3     | 4    | 5    | Total Points |
| -------- | ------------------------------------- | -------- | ----- | ----- | ----- | ---- | ---- | ------------ |
| 29.11.96 | Budocnost Podgorica - Ktisifon Peania | 0 - 3    | 10-15 | 0-15  | 8-15  | -    | -    | 18-45        |
| 29.11.96 | OK Bihac - TV Amriswil                | 0 - 3    | 5-15  | 3-15  | 14-16 | -    | -    | 22-46        |
| 30.11.96 | TV Amriswil - Budocnost Podgorica     | 1 - 3    | 7-15  | 11-15 | 16-14 | 9-15 | -    | 43-59        |
| 30.11.96 | Ktisifon Peania - OK Bihac            | 3 - 0    | 15-5  | 15-6  | 15-6  | -    | -    | 45-17        |
| 01.12.96 | Ktisifon Peania - TV Amriswil         | 3 - 0    | 15-3  | 15-7  | 15-7  | -    | -    | 45-17        |
| 01.12.96 | Budocnost Podgorica - OK Bihac        | 3 - 0    | 15-7  | 15-8  | 15-8  | -    | -    | 45-23        |

#### Tournoi 12
| # | Équipe                   | Pts | J | G | P | Sp | Sc | Ratio | Pp  | Pc  | Ratio |
| - | ------------------------ | --- | - | - | - | -- | -- | ----- | --- | --- | ----- |
| 1 | Netas Istanbul           | 6   | 3 | 3 | 0 | 9  | 1  | 9     | 137 | 86  | 1.593 |
| 2 | Yawal Czestochowa        | 5   | 3 | 2 | 1 | 7  | 3  | 2.333 | 130 | 85  | 1.529 |
| 3 | Kommunalnik Grodno       | 4   | 3 | 1 | 2 | 3  | 6  | 0.5   | 93  | 98  | 0.949 |
| 4 | Moldavgidromash Kishinev | 3   | 3 | 0 | 3 | 0  | 9  | 0     | 44  | 135 | 0.326 |

| Date     | Match                                         | Résultat | Sets  | Sets | Sets  | Sets | Sets | Total Points |
| Date     | Match                                         | Résultat | 1     | 2    | 3     | 4    | 5    | Total Points |
| -------- | --------------------------------------------- | -------- | ----- | ---- | ----- | ---- | ---- | ------------ |
| 29.11.96 | Netas Istanbul - Kommunalnik Grodno           | 3 - 0    | 15-10 | 15-8 | 15-13 | -    | -    | 45-31        |
| 29.11.96 | Yawal Czestochowa - Moldavgidromash Kishinev  | 3 - 0    | 15-10 | 15-3 | 15-8  | -    | -    | 45-21        |
| 30.11.96 | Yawal Czestochowa - Netas Istanbul            | 1 - 3    | 9-15  | 15-2 | 8-15  | 8-15 | -    | 40-47        |
| 30.11.96 | Moldavgidromash Kishinev - Kommunalnik Grodno | 0 - 3    | 3-15  | 3-15 | 2-15  | -    | -    | 8-45         |
| 01.12.96 | Netas Istanbul - Moldavgidromash Kishinev     | 3 - 0    | 15-4  | 15-5 | 15-6  | -    | -    | 45-15        |
| 01.12.96 | Kommunalnik Grodno - Yawal Czestochowa        | 0 - 3    | 7-15  | 6-15 | 4-15  | -    | -    | 17-45        |

## Tour principal

### Final à quatre
|  | Demi-finales                               | Demi-finales                               |                        |   | Finale                       | Finale                       |
|  | Demi-finales                               | Demi-finales                               |                        |   | Finale                       | Finale                       |
|  |                                            |                                            |                        |   |                              |                              |
|  | 01.03.97, 12-15, 15-13, 5-15, 15-10, 20-18 | 01.03.97, 12-15, 15-13, 5-15, 15-10, 20-18 |                        |   | 02.03.97, 15-7, 15-10, 15-12 | 02.03.97, 15-7, 15-10, 15-12 |
|  | 01.03.97, 12-15, 15-13, 5-15, 15-10, 20-18 | 01.03.97, 12-15, 15-13, 5-15, 15-10, 20-18 |                        |   | 02.03.97, 15-7, 15-10, 15-12 | 02.03.97, 15-7, 15-10, 15-12 |
|  | Porto Ravenne                              | 3                                          |                        |   | 02.03.97, 15-7, 15-10, 15-12 | 02.03.97, 15-7, 15-10, 15-12 |
|  | Porto Ravenne                              | 3                                          |                        |   | 02.03.97, 15-7, 15-10, 15-12 | 02.03.97, 15-7, 15-10, 15-12 |
|  | Aero Odolena Voda                          | 2                                          |                        |   | 02.03.97, 15-7, 15-10, 15-12 | 02.03.97, 15-7, 15-10, 15-12 |
|  | Aero Odolena Voda                          | 2                                          | Porto Ravenne          | 3 |                              |                              |
|  | 01.03.97, 15-6, 15-5, 11-15, 13-15, 17-15  |                                            | Porto Ravenne          | 3 |                              |                              |
|  |                                            | Netas Istanbul                             | 0                      |   |                              |                              |
|  | Netas Istanbul                             | Netas Istanbul                             | 0                      | 3 |                              |                              |
|  | Netas Istanbul                             |                                            |                        | 3 |                              |                              |
|  | Bayer Wuppertal                            | 2                                          |                        |   |                              |                              |
|  | Bayer Wuppertal                            | 2                                          | Match pour la 3e place |   |                              |                              |
|  |                                            |                                            |                        |   |                              |                              |
|  | 02.03.97, 6-15, 11-15, 15-10, 15-12, 13-15 |                                            |                        |   |                              |                              |
|  |                                            |                                            |                        |   |                              |                              |
|  | Aero Odolena Voda                          | 2                                          |                        |   |                              |                              |
|  | Aero Odolena Voda                          | 2                                          |                        |   |                              |                              |
|  | Bayer Wuppertal                            | 3                                          |                        |   |                              |                              |
|  | Bayer Wuppertal                            | 3                                          |                        |   |                              |                              |